# Повітря (роман)
«Повітря» (англ. Air: Or, Have Not Have) — роман 2005 року Джеффа Раймена. Він виграв премію «BSFA Award», отримав «Меморіальну прем. Джеймса Тіптрі-молодшого» та потрапив до списку шорт-листів «премії Артура Кларка» в 2004 році. Премія «Неб'юла» у 2005 році та «премія ім. Д. Кемпбелла» у 2006 році.
Спочатку Раймен написав новелу для «Фентезі & Сайнс фікшн» під назвою «Не маю» (англ. Have Not Have), яка ввійшла до видання у квітні 2001 року (пізніше перевиданий у червневому номері журналу Clarkesworld Magazine).

## Сюжет
Повітря — це історія міського експерта з моди Чанг Мей, розумної, але неграмотної селянки, яка живе в маленькому селі у вигаданій країні Карізістан (територіально розташовується в країні Казахстан), і про її раптово провідну роль у реакції, яка повинна виникнути шляхом участі в найважливішому експерименті під назвою «Air». Повітря (англ. Air) — це обмін інформацією, на прикладі Інтернету, який відбувається в мозку кожного і призначений для з'єднання світу. Після випробування Повітря, експеримент застосовується на непідготовленому гірському місті проживання Мей, внаслідок чого все вкрай змінюється, особливо Мей, яка була глибше в Air, ніж будь-яка інша людина. Після цього Мей намагається підготувати своїх друзів до того, що має статися в цьому експерименті, довідавшись про світ поза її домом.

## Реакція
Рецензент «F&SF» Роберт. К. Дж. Кіллхеффер високо оцінив «гуманну проникливість та симпатію» та «настирливі роздуми про процес соціальних і культурних змін», зробивши висновок, що роман «не просто потужний, а викликає важкі думки і глибоко пірнає в душу людини та є необхідним»

## Випуск
- 2004, Велика Британія, St. Martin's Griffin (ISBN 0-312-26121-7), Жовтень 2004 (Перше видання);
- 2005, Велика Британія, Gollancz (ISBN 0-575-07697-6), 21 липня 2005;
- 2005, Велика Британія, Gollancz (ISBN 0-575-07811-1), 14 вересня 2006.